# ثورة إيفايلو

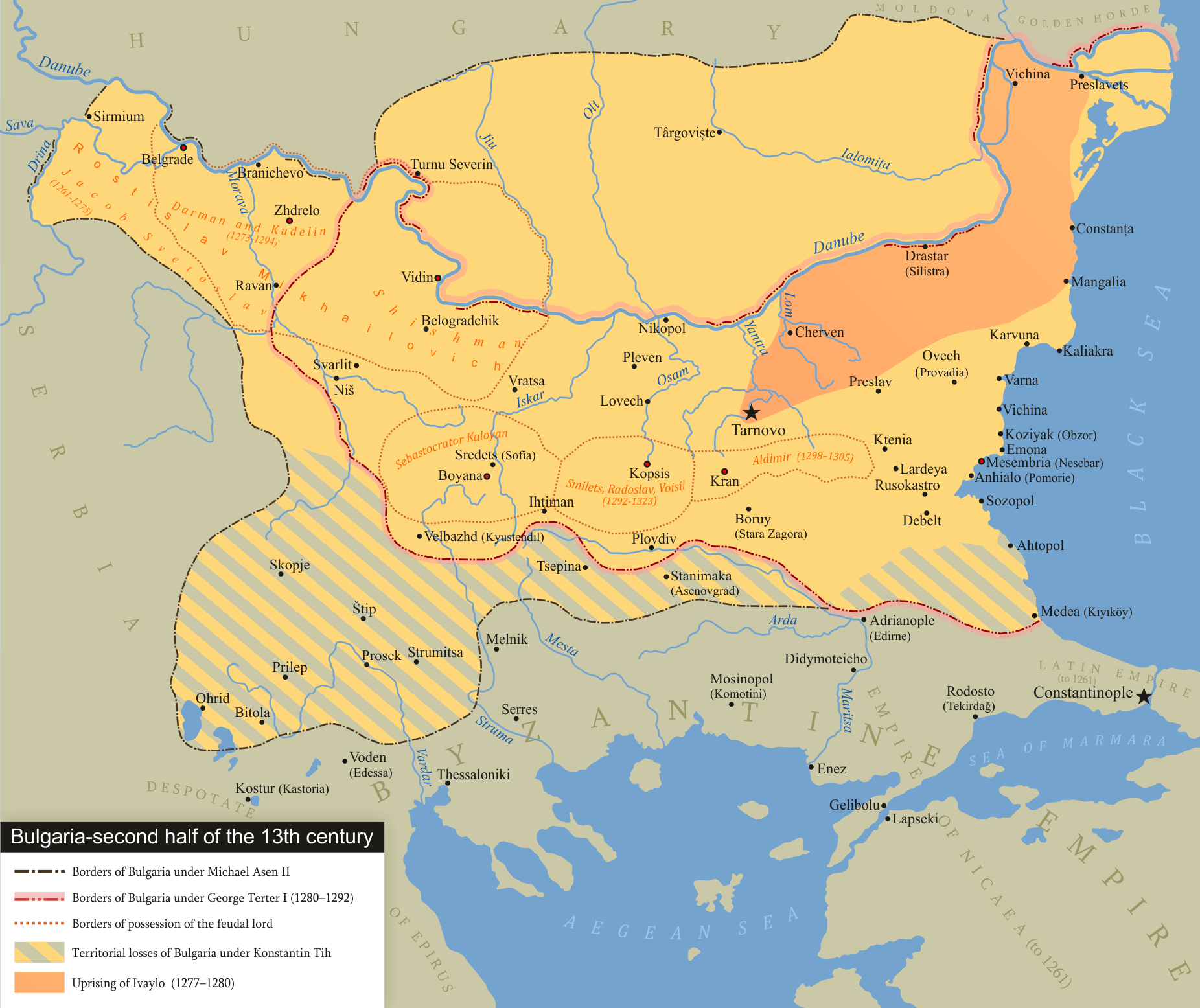
Ounces

كانت ثورة إيفايلو تمردًا من قِبل الفلاحين البلغاريين على الحكم القاصر للإمبراطور قسطنطين تيخ والنبلاء البلغاريين. أُجج التمرد في الأساس بسبب فشل السلطات المركزية في مواجهة الخطر المغولي في شمال شرق بلغاريا. كان المغول قد نهبوا الشعب البلغاري ونكبوه لعقود من الزمن، وخاصة في إقليم دبروجة. كان ضعف مؤسسات الدولة نتيجةً لعملية التحول الإقطاعي المتسارعة في الإمبراطورية البلغارية الثانية.
أثبت زعيم الفلاحين إيفايلو - الذي قال المؤرخون البيزنطيون المعاصرون بأنه كان راعي خنازير - أنه جنرال ناجح وقائد ذو شخصية مؤثرة. في الأشهر الأولى من التمرد، هزم إيفايلو المغول وجيوش الإمبراطور، وقتل بنفسه قسطنطين تيخ في المعركة. في وقت لاحق، دخل منتصرًا إلى العاصمة تارنوفو، وتزوج من ماريا باليولوجينا كانتاكوزين، أرملة الإمبراطور، وأجبر النبلاء على الاعتراف به إمبراطورًا على بلغاريا.
حاول الإمبراطور البيزنطي ميخائيل الثامن باليولوج استغلال هذا الوضع لصالحه وتدخل في بلغاريا. أرسل إيفان آسين الثالث، نجل الإمبراطور السابق ميتسو آسين، للمطالبة بالعرش البلغاري على رأس جيش بيزنطي كبير. في الوقت نفسه، حرض ميخائيل الثامن المغول على الهجوم من الشمال، مما أجبر إيفايلو على القتال على جبهتين. هزم المغول إيفايلو وحوصر في حصن دراستار المهم. في غيابه، فتح النبلاء في تارنوفو البوابات أمام إيفان آسين الثالث. إلا أن إيفايلو كسر الحصار وهرب إيفان آسين الثالث عائدًا إلى الإمبراطورية البيزنطية. أرسل ميخائيل الثامن جيشين كبيرين في محاولة لقلب حظوظ الحرب، لكن كلاهما هزم على يد المتمردين البلغاريين في جبال البلقان.
في غضون ذلك، أعلن النبلاء في العاصمة واحدًا منهم إمبراطورًا، وهو جورج تيرتر الأول ذو النفوذ. محاطًا بالأعداء وبدعم متضائل بسبب الحرب المستمرة، فر إيفايلو إلى بلاط أمير الحرب المغولي نوغاي خان لطلب المساعدة، لكنه قُتل في النهاية. استمر إرث التمرد في كل من بلغاريا وبيزنطة. بعد سنوات من مصرع الإمبراطور الفلاح، ظهر شخصان في الإمبراطورية البيزنطية ادعيا أنهما إيفايلو وحظيا بتأييد واسع بين العامة.

## مسار الثورة

### الانتصارات الأولية
اشتبك لاخاناس مع كتيبة مغولية، وهاجمها بالرجال الذين قادهم، وسحقها تمامًا وهاجم مجددًا كتيبة أخرى. وهكذا، في غضون أيام قليلة كان مغطىً بالمجد.
    - جورج باتشيمير عن انتصار إيفايلو على المغول
اندلع التمرد في ربيع أو صيف عام 1277 في شمال شرق بلغاريا حيث كان اكتساح المغول شديدًا. في صيف 1277 واجه إيفايلو فرقة نهب مغولية وهزمها. سرعان ما تبع ذلك انتصار آخر، وبحلول الخريف طُرد جميع المغول من الأراضي البلغارية. بعد أن حقق ما استعصى على المنظومة العسكرية البلغارية لعقود، ازدادت شعبيته وذاع صيته بسرعة. كان من بين أتباعه عدد متزايد من النبلاء المستائين من مؤامرات الإمبراطورة ماريا. رحب الشعب بإيفايلو إمبراطورًا وخضعت العديد من المناطق لسيطرته.
في نهاية عام 1277، اتخذ قسطنطين تيخ أخيرًا إجراءاتٍ لمواجهة المتمردين. جمع جيشًا صغيرًا وتقدم ببطء إذ كان عليه التنقل في عربة بسبب إصابته. هاجم إيفايلو هذا الجيش وهزمه، مما أسفر عن مقتل العديد من مساعدي الإمبراطور المقربين، في حين انضم باقي الجيش إلى المتمردين. قتل إيفايلو بنفسه قسطنطين تيخ، مدعيًا أن الإمبراطور لم يفعل شيئًا للحفاظ على شرفه في المعركة. بعد انتصاره، بدأ إيفايلو في الاستيلاء على المدن المحصنة في البلاد، والتي استسلمت واعترفت به إمبراطورًا واحدة تلو الأخرى. بحلول ربيع عام 1278، لم يبق تحت سيطرة الإمبراطورة ماريا إلا العاصمة تارنوفو.

### التدخل البيزنطي والاعتراف بإيفايلو
في غضون ذلك، غادر الإمبراطور البيزنطي ميخائيل الثامن باليولوج القسطنطينية متجهًا إلى أدريانوبل، الواقعة بالقرب من الحدود البيزنطية البلغارية، من أجل مراقبة الأحداث واستغلال الوضع في بلغاريا لصالحه. جاء مصرع قسطنطين تيخ بمثابة صدمة للبيزنطيين. في البداية، فكر ميخائيل الثامن بتزويج ابنته من إيفايلو، لكنه قرر في النهاية أن تنصيب ربيب خاص به سيكون ملائمًا أكثر. كان مرشحه إيفان آسين الثالث، ابن الملك المخلوع ميتسو آسين، الذي طلب اللجوء في بيزنطة وامتلك عقارات في آسيا الصغرى. تزوج إيفان على الفور من إيرين، ابنة ميخائيل الثامن، وتعهد بالولاء لميخائيل الثامن وأُعلن إمبراطورًا على بلغاريا. أرسل البيزنطيون الهدايا إلى النبلاء البلغاريين لحثهم على دعم إيفان آسين الثالث وأُرسل المبعوثون إلى تارنوفو لاتخاذ الترتيبات اللازمة للاعتراف به ولاستسلام الإمبراطورة ماريا. في الوقت نفسه، تقدم إيفان آسين الثالث شمالًا على رأس جيش بيزنطي في حين كان إيفايلو يحاصر تارنوفو.
أمام خصمين، حاولت ماريا بدايةً التفاوض مع ميخائيل الثامن على تولية ابنها، ميخائيل آسين الثاني، لكن الإمبراطور البيزنطي أصر على الاستسلام غير المشروط. ما أثار دهشة البيزنطيين، دخول ماريا في مفاوضات مع إيفايلو وتقديم يدها والتاج البلغاري له شرط أن يضمن حقوق ميخائيل آسين كوريث وحيد له. اتهم المؤرخ المعاصر جورج باتشيمير ماريا «بإغفال الواجب الأخلاقي تجاه زوجها الراحل» لكن في الواقع كان قرارها مدفوعًا بكراهية عمها مايكل الثامن، الذي اعتبرته زنديقًا، وبرغبتها في الاحتفاظ بالسلطة أيضًا. في البداية، كان إيفايلو مترددًا في قبول الاقتراح، زاعمًا أن ماريا كانت تعرض عليه ما كان على وشك أخذه بالقوة لكنه تنازل في النهاية «من أجل السلام وتجنب إراقة الدماء في حرب أهلية». مع ذلك، أوضح إيفايلو بأنه هو الذي كان يقدم الرأفة، وليس من يتلقاها.
في ربيع عام 1278، دخل إيفايلو تارنوفو منتصرًا، وتزوج من ماريا وأعلن نفسه إمبراطورًا. لكن نظرًا لأنه كان قليل الخبرة في شؤون الدولة، فشل إيفايلو في تعزيز سلطته على طبقة النبلاء في العاصمة، الذين كانوا قلقين بشأن نفوذهم، وكثيرًا ما تشاجروا مع ماريا. تعين عليه أيضًا التعامل مع التحديات الهائلة – أرسل البيزنطيون قوات عديدة تحت قيادة ميخائيل غلاباس لدعم إيفان آسين الثالث وحث المغول على الهجوم من الشمال لفتح الحرب على جبهتين. مع ذلك، أعد إيفايلو قواته بحزم لمواجهة الخصوم وتمكن من كسب الدعم بين أوساط العديد من النبلاء.

### حملات ضد البيزنطيين والمغول
غادر إيفايلو تارنوفو في صيف 1278، وسار شمالًا وهزم المغول ودفعهم عبر نهر الدانوب. كان الوضع في الجنوب أكثر خطورة. شن البيزنطيون هجومًا على جبهة واسعة عبر جبال البلقان من ممر شيبكا إلى البحر الأسود. فشلوا في عبور الجبال إذ انتظر المدافعون حتى هُزم المغول وأُمكن إرسال التعزيزات. على الرغم من الجهود الهائلة والتفوق العددي، حقق البيزنطيون قليلًا من المكاسب بتكلفة عالية جدًا. مثلًا، جرى الاستيلاء على قلعة كتينيا بعد هجمات عدة، وسقطت قلعتي كران وماغليز بخسائر فادحة في صفوف الغزاة. سقط القائد البلغاري ستان ببسالة أثناء الدفاع عن بوروي وبرز العديد من رفاق إيفايلو في الحرب – مومشيل، كومان، داميان، كانشو. كانت جميع المعارك التي قادها إيفايلو شخصيًا ناجحة – قاتل في ستودنيا وبيرجيشا – وبحلول خريف عام 1278 اكتسب البلغاريون الأفضلية لإجبار البيزنطيين على التخلي عن الحملة. كانت المعنويات البيزنطية منخفضة جدًا لأن إيفايلو لم يرحم. كتب جورج باتشيمير أن «الوقوع في أيدي لاخاناس [إيفايلو] يعادل الموت».